# 罩漆
罩漆是一種漆器工藝。

## 工藝
在漆器完工後，在表面再罩上一層透明的漆，是為“罩漆”。罩漆下面的底色不同，而又有不同的名稱，如罩朱漆、罩黃漆、罩金漆、灑金等。此外，《髹飾錄》中有一種描金罩漆，即在朱、黑、黃色漆器上描金，然後在描金的紋理上以黑色或朱色勾紋理，再罩上一層透明漆。罩上一層透明漆後，底漆的顏色會顯得比不罩的時候深色，漆器表面光亮潤澤，更為典雅。

## 歷史
罩漆的歷史悠久，並在中國、日本、台灣、香港、韓國、朝鮮等地發揚光大。其中，罩金漆的起源較晚，在清朝多用於帝后的寶座、屏風。北京故宮太和殿金鑾寶座就曾罩過金漆，使其色澤歷久彌新。